# Cattedrale delle Isole
La cattedrale delle Isole è la concattedrale della diocesi di Argyll e delle Isole della Chiesa episcopale scozzese.

## Storia
George Boyle, VI conte di Glasgow, fu benefattore della cattedrale e del collegio teologico associato e commissionò a William Butterfield la progettazione dell'edificio. Butterfield fu uno dei grandi architetti del neogotico e progettò anche la Cattedrale di St Ninian a Perth. La costruzione terminò nel 1849 e la cattedrale fu aperta nel 1851 come chiesa collegiata. La Cappella del Collegio dello Spirito Santo fu elevata al rango di cattedrale nel 1876, la più piccola del Regno Unito.